# Ctésiclès
Ctésiclès (grec ancien : Κτησικλῆς) est un historien grec écrivant durant l'époque hellénistique.
Il est présent à Athènes à l'époque de Démétrios de Phalère. Il est l'auteur d'une Chroniká en trois tomes, perdue mais dont deux fragments sont cités par Athénée de Naucratis.

## Sources
- Biographie dans le dictionnaire Brill
- Biographie dans A Dictionary of Greek and Roman Antiquities de William Smith